# YOUR SONG IS GOOD
YOUR SONG IS GOOD（ユア・ソング・イズ・グッド）は、日本のオルガンインストゥルメンタルバンドである。所属はカクバリズム。愛称は「ユアソン」、「YSIG」。

## 概要
バンドの母体はNUTS & MILKのメンバー4人（タナカ、シライシ、ヨシザワ、マツムラ）とFRUITYのサイトウ"JxJx"ジュンが1997年に結成した1曲1分以内のファストチューンのソウルパンクバンドであるSCHOOL JACKETS。半年の活動でデモテープLIVEなどを集めた40曲入りCD『Back To The Dance Floor』をHG Factからリリースした後、1998年にYOUR SONG IS GOOD結成。バンド名は、既に決まっていた最初のLIVEに向かう電車の中でサイトウが思いついたもの。当時STIFFEEN RECORDSを主宰し、YOUR SONG IS GOODのファンでもあった角張渉が、YOUR SONG IS GOODを中心としたイベント『KAKUBARHYTHM（カクバリズム）』を開始。2002年にそのイベント名をそのままレーベル名とし、7インチアナログEP『BIG STOMACH ,BIG MOUTH』でインディーズデビュー。2006年にカクバリズムとユニバーサルJとの共同リリースという形をとり、『FEVER』でメジャー・デビュー。その後もNAYUTAWAVE RECORDSとカクバリズムの共同リリースという形で3枚のフルアルバムとBEST盤を発表。2013年に発表されたアルバム『OUT』より、カクバリズムからのリリースに戻っている。また2013年よりサポートメンバーに松井泉（パーカッション）を起用。LIVEのみならず、アルバム『OUT』でも松井が全面的に参加している。
メジャー・デビュー時のライブの際には全員がアロハシャツ姿にレイを首からさげる格好で登場し、ライブの始めの「ウイッス!ウイッス!ウイッス!」がお決まりだったが、2008年1月に行われた「ユアソングイズグッドの超!お正月ツアー～ワンマン～」にてレイを引きちぎった上で封印。「ウイッス!」一つになっている。

## 音楽性
結成当初はハードコアパンクといえる曲が多かったが、様々なサウンドを取り込むにつれ、シカゴ音響系インストサウンドとなる。最終的にみんなで盛り上がる音楽が好きであることを再確認、ダンスミュージックへ移行し、これがYOUR SONG IS GOODの基本スタイルとなった。また、インストバンドではあるが『WALKIN'WALKIN'』『あいつによろしく』などを始めとした唄モノもある。彼ら曰く『いい曲にインストも唄モノも関係ない』と語っている。

## 経歴
- 1998年
  - 1月 - SCHOOL JACKETSが母体となりYOUR SONG IS GOODを東京にて結成。
- 2000年
  - 5月 - ハットリ "ショーティ" ヤスヒコ加入。
- 2001年
  - タカダ "ダータカ" ヒロユキ加入。
- 2002年
  - 3月 - 1st7インチアナログEP『BIG STOMACH ,BIG MOUTH』リリース。
  - 8月 - 1stミニアルバム『COME ON』リリース。
  - 12月 - 2nd7インチアナログEP『GOOD BYE/KA CUBA』リリース。
- 2003年
  - 9月 - 3rd7インチアナログEP『SUPER SOUL MEETIN'/SWEET SPOT』リリース。
- 2004年
  - 10月 - 1stフルアルバム『YOUR SONG IS GOOD』リリース。
- 2005年
  - 4月 - サイトウがスペースシャワーTV「STUDIO GROWN」のVJをBEAT CRUSADERSのヒダカトオルとともに担当。（現在は放送終了している。）
  - 11月 - スプリットEP『YOUR SONG IS GOOD×イルリメ/MU-STARS×森本雑感(BREAKfAST)』リリース。
- 2006年
  - 4月 - サイトウがスペースシャワーTV「スペシャボーイズ」のVJをSAKEROCKの浜野謙太とともに担当。（スペシャボーイズジャパンにリニューアル後、現在は放送終了している。）
  - 5月3日 - BEAT CRUSADERSとのスプリットミニアルバム『BOOOOTSY』リリース。
  - 7月5日 - メジャーデビューミニアルバム『FEVER』リリース。
- 2007年
  - 4月11日 - 1stシングル『あいつによろしく』リリース。
  - 5月16日 - 2ndフルアルバム『HOT!HOT!HOT!HOT!HOT!HOT!』リリース。
  - 5月26日 - サイトウがニッポン放送「オールナイトニッポンR」の単発パーソナリティを担当。
- 2008年
  - 4月23日 - 2ndシングル『THE ReACTION E.P.』リリース。
  - 7月23日 - 3rdフルアルバム『THE ACTION』リリース。
- 2009年
  - 5月13日 -DVD『PLAY ALL!!!!!!live,accident,history,idea,We are YSIG 1998-2008』リリース。
- 2010年
  - 3月3日 -4thフルアルバム『B.A.N.D.』リリース。
  - 6月2日 -サントラCD『シーサイド・モーテル・オリジナルサウンドトラック』リリース。
  - 12月1日 -DVD『B.A.N.D.T.O.U.R.FINAL 日比谷野外大音楽堂』リリース。
- 2011年
  - 5月21日 -ライブ会場限定シングルCD『I WANT YOU BACK EP』リリース。
  - 10月12日 -ベストアルバム『BEST』リリース。
- 2013年
  - 11月20日 -5thフルアルバム『OUT』リリース。

## メンバー

### 現メンバー
サイトウ"JxJx"ジュン（サイトウ"ジェイジェイ"ジュン　本名：齋藤淳 さいとうじゅん）オルガン、ボーカル、シンセサイザー
東京都出身、兵庫県神戸市須磨区育ち。1973年5月4日生まれ。武蔵野美術大学卒業。既婚。
元FRUITYのヴォーカル（バンド後期はドラムスを担当）。前身バンドのSCHOOL JACKETSでもヴォーカルを務めていた。また、結成初期は、並行して「THE DOUBLE」というインストバンドにドラムスで参加していた。
使用機材はハモンド・XK-2、クラビア・nord electro3、コルグ microKORG、microKORG XL。レスリースピーカーは、Leslie3300を使用。結成当初はフェンダー・ローズ、ハモンド・XB-1等を使用していた。
その他にもDJ、アーティストへの楽曲提供・プロデュース、CM・舞台音楽制作、文筆、モデル業、司会業などの仕事も多く、スペースシャワーTVでは、『STUDIO GROWN』〜『スペシャボーイズ』〜『スペシャボーイズジャパン』〜『MUSIC UPDATE』〜『スペシャエリア』と約9年に渡る生放送番組を経て、現在は初の冠番組『JxJxTV』でVJを務める。
元々ウェブデザインの会社で働いていたこともあり、その会社を辞めてからはカクバリズムのHPも担当していた期間がある。
TV情報誌『テレビブロス』（東京ニュース通信社）にて2013年4月13日号より「EAST中野は午前3時」を連載。
楽天トラベルFMにて、アーティストのツアーにフォーカスしたラジオ番組『旅と音楽』のMCを担当。
『バナナ♪ゼロミュージック』（NHK総合）にて、ハウスバンド「オルケスタ・"バナナゼロ"・ムジカ」のバンマス、オルガンを担当。
ヨシザワ "モーリス" マサトモ（吉澤成友 よしざわまさとも）ギター
栃木県出身。武蔵野美術大学卒。既婚。
元NUTS&MILKのヴォーカル（バンド初期はドラムスを担当）。前身バンドのSCHOOL JACKETSではヴォーカルとトロンボーンを担当していた。
イラストレーターを兼任しており、ジャケットデザイン、グッズデザインなどは彼の手によるものが多い。
ギターは主にエピフォン・カジノ、ESP・TORROCCO（通称MORROCCO）を初めとした数種のセミアコースティック・ギターを使用。結成初期までは、スタインバーガータイプのギターを使用していた。
サイトウと旧メンバーのマツムラとは武蔵野美術大学時代の同級生で、シライシとは高校時代の同級生である。
COMEBACK MY DAUGHTERSの高本和英、FRONTIER BACKYARDのTGMX、元riddim saunterの田中啓史とともに、フォークカルテット「THE DEKITS」としても活動している。
『バナナ♪ゼロミュージック』にてハウスバンド「オルケスタ・"バナナゼロ"・ムジカ」のギターを担当。
シライシ "シライシ" コウジ（白石浩二 しらいしこうじ）ギター
千葉県木更津市出身。既婚。
元NUTS&MILKのギター。前身バンドのSCHOOL JACKETSでもギターを担当。
サラリーマン組筆頭。さらに、次長というポジションにいるために平日での活動に参加できない。「あいつによろしく」のMVでは仕事を休めなかったので撮影に参加できなかった。BEAT CRUSADERSとの共作曲「OUR MELODY」でも同じ状況で欠席している。その際には代わりにカクバリズム社長の角張渉が出演している。稀に、土日のライブにも参加できない時もある。
ギターは主にフェンダー・テレキャスター、ESP・THROBBERを使用。結成初期は、ギブソン・SGや、セミアコースティックタイプのギターも使用していた。
ハットリ "ショーティ" ヤスヒコ（服部康彦 はっとりやすひこ） トロンボーン
既婚。
2000年加入。メンバー中最年長。
加入前は、あるスカバンドにてトロンボーンを担当していた。地元の後輩であるシライシに誘われて、ライブとスタジオに遊びに来て以来頻繁に来るようになり、いつの間にかメンバーになっていたという。
キラーボイスと多くのエグい伝説の持ち主。
タカダ "ダータカ" ヒロユキ ベース
2001年加入。メンバー中最年少。
前任ベースのモリヤヒロキからの紹介で加入。
サラリーマン組だったが、2006年に脱サラを敢行している。
ベースは主にフェンダー・ジャズベース、ESP・AMAZEを使用。
タナカ "ズィーレイ" レイジ ドラム
元NUTS&MILKのドラム（バンド初期はヴォーカルを担当）。前身バンドのSCHOOL JACKETSでもドラムを担当していた。
CANOPUSのドラムセットを使用。「あいつによろしく」のMVでは、ネットオークションで落札したヤマハのドラムセットを使用している。しかし、CANOPUSのドラムセット購入前は、ドラムセットはレンタルでまかなっていた。

### 旧メンバー
- マツムラ タケオ（Ba）
- モリヤ ヒロキ（Ba）2001年脱退

### サポートメンバー
- 松井泉（Per）2013年〜
- 恒岡章（Drums）2022年

### その他
- GAYA SONG IS GOOD（ガヤソングイズグッド）ガヤ録音専門集団
  - MU-STARS
  - イルリメ
  - BREAKfAST（酒井、森本）
  - SUGAR HILL DOWNTOWN ORCHESTRA（塚本、プリンスコッチ）
  - 角張渉

## ディスコグラフィー

### シングル
| 発売日                          | タイトル                        | 規格品番                                | 備考                            |
| KAKUBARHYTHM/NAYUTAWAVE RECORDS | KAKUBARHYTHM/NAYUTAWAVE RECORDS | KAKUBARHYTHM/NAYUTAWAVE RECORDS         | KAKUBARHYTHM/NAYUTAWAVE RECORDS |
| ------------------------------- | ------------------------------- | --------------------------------------- | ------------------------------- |
| 2007年4月11日                   | あいつによろしく                | UPCH-80016                              | オリコン最高75位                |
| 2008年4月23日                   | THE ReACTION E.P.               | UPCH-89023:初回限定盤 UPCH-80073:通常盤 | オリコン最高54位                |
| KAKUBARHYTHM                    |                                 |                                         |                                 |
| 2011年5月21日                   | I WANT YOU BACK EP              |                                         | ライブ会場限定発売              |

### EP
|                 | 発売日         | タイトル                                                | 規格品番     | 備考                                               |
| KAKUBARHYTHM    | KAKUBARHYTHM   | KAKUBARHYTHM                                            | KAKUBARHYTHM | KAKUBARHYTHM                                       |
| --------------- | -------------- | ------------------------------------------------------- | ------------ | -------------------------------------------------- |
| 1st             | 2002年3月      | BIG STOMCH,BIG MOUTH/LOVE GENERATION                    | KAKU-001     |                                                    |
| 2nd             | 2002年12月     | GOOD BYE/KA CUBA                                        | KAKU-003     |                                                    |
| 3rd             | 2003年8月      | SUPER SOULD MEETIN'/SWEET SPOT                          | KAKU-004     |                                                    |
| 4th             | 2005年11月     | YOUR SONG IS GOOD×イルリメ/MU-STARS×森本雑感(BREAKfAST) | KAKU-016     |                                                    |
| 5th             | 2007年4月      | あいつによろしく                                        | KAKU-016     |                                                    |
|                 | 2018年4月25日  | Coast to Coast                                          | KAKU-088     |                                                    |
|                 | 2018年10月20日 | Motion                                                  | KAKU-093     |                                                    |
|                 | 2023年10月20日 | YOU’RE YOUNG featuring JOELENE                          | KAKU-187     |                                                    |
| DefSTAR Records |                |                                                         |              |                                                    |
|                 | 2006年5月3日   | FOOL GROOVE/OUR MELODY                                  | DFKL-3       | YOUR SONG IS GOOD × BEAT CRUSADERS名義でのリリース |

### ミニアルバム
| 発売日                   | タイトル     | 規格品番            | 備考                                                                |              |              |
| KAKUBARHYTHM             | KAKUBARHYTHM | KAKUBARHYTHM        | KAKUBARHYTHM                                                        | KAKUBARHYTHM | KAKUBARHYTHM |
| ------------------------ | ------------ | ------------------- | ------------------------------------------------------------------- | ------------ | ------------ |
| 2002年8月9日             | COME ON      | KAKU-002            |                                                                     |              |              |
| DefSTAR Records          |              |                     |                                                                     |              |              |
| 2006年5月3日             | BOOOOTSY     | DFCL-1313           | YOUR SONG IS GOOD × BEAT CRUSADERS名義でのリリース オリコン最高16位 |              |              |
| KAKUBARHYTHM/UNIVERSAL J |              |                     |                                                                     |              |              |
| 2006年7月5日             | FEVER        | UPCH-1501           | オリコン最高57位                                                    |              |              |
| KAKUBARHYTHM             |              |                     |                                                                     |              |              |
| 2017年5月10日            | Extended     | DDCK-9006 DDCK-1050 |                                                                     |              |              |

### DVD
| 発売日                          | タイトル                                                         | 規格品番                        | 備考                            |
| KAKUBARHYTHM/NAYUTAWAVE RECORDS | KAKUBARHYTHM/NAYUTAWAVE RECORDS                                  | KAKUBARHYTHM/NAYUTAWAVE RECORDS | KAKUBARHYTHM/NAYUTAWAVE RECORDS |
| ------------------------------- | ---------------------------------------------------------------- | ------------------------------- | ------------------------------- |
| 2009年5月13日                   | PLAY ALL!!!!!! live,accident,history,idea, We are YSIG 1998-2008 | UPBH-20035                      | オリコン最高47位                |
| KAKUBARHYTHM                    |                                                                  |                                 |                                 |
| 2010年12月1日                   | B.A.N.D.T.O.U.R. FINAL 日比谷野外大音楽堂                        | DDBK-1006                       | オリコン最高190位               |

### 参加作品
| 発売日         | タイトル                                                           | 規格品番             | 収録曲                                                           |
| -------------- | ------------------------------------------------------------------ | -------------------- | ---------------------------------------------------------------- |
| 2000年1月      | 『AFTER HOURS』                                                    | AVCW-12387           | IGNITION POINT SESSION                                           |
| 2001年4月      | 『LIVE AT HINO'S YOUR SONG IS GOOD vs THE DOUBLE』                 | (TAPE)               | PAPA'S GROOVE                                                    |
| 2002年1月      | 『GIVIN'UP FOOD FOR PUNK』                                         | (特典CD)             | ORGAN vs ULTIMATE BREAKS&BEATS                                   |
| 2003年2月5日   | 『友達以上恋人未満TV以下』                                         | IDMM-1004            | SWEET SPOT(ORIGNAL. ver)                                         |
| 2003年2月5日   | 『sound sketch』                                                   | FICA-2002            | 5.love generation                                                |
| 2003年9月19日  | DOPING PANDA『Remixies for 3years』                                | NIW-004              | 2.Tabloid pubrock(tabloid pubrock is good mix:YOUR SONG IS GOOD) |
| 2003年10月     | KUBOTA,TAKESHI『NEO CLASSICS』                                     | CTCR-14277           | SUPER SOUL MEETIN                                                |
| 2004年7月28日  | 『MOSH PIT ON DISNEY』                                             | AVCW-12387           | 22.UNDER THE SEA                                                 |
| 2004年7月      | SINDBAD feat YSIG『DUMB FOUN』                                     | HCR-9620             | DUMB FOUN                                                        |
| 2004年9月      | 『MY SKA GENERATION』                                              | CTCR-14368           | DO THE MAURICE                                                   |
| 2004年11月     | 『TAKE A CLAVE』                                                   | HGCR-5001            | GOOD BYE                                                         |
| 2005年2月23日  | 『ROCK MOTOWN』                                                    | AVCW-12422           | 9.YOU CAN'T HURRY LOVE                                           |
| 2005年3月      | HALCALI『ハルカリミックス』                                        | FLCF-4052            | BABY BLUE IS GOOD MIX                                            |
| 2005年3月4日   | 『日本のロック名鑑 4』                                             | ZMBH-2004            |                                                                  |
| 2005年6月      | SINDBAD『SINDBAD』                                                 | HCCD-9510            | DUMB FOUN                                                        |
| 2005年11月9日  | MU-STARS『CHECK1,2』                                               | DDCK-1002            | 16.FUNKY SOYSAUCE featuring YOUR SONG IS GOOD                    |
| 2006年2月22日  | 『SUNSET LIVE 2005 DVD』                                           | UKDV-1116            | Good Bye                                                         |
| 2006年9月6日   | 『The Very Best of PIZZA OF DEATH』                                | PZCA-30              | ROCKALYPSO                                                       |
| 2007年3月21日  | 『HUSKING BEE』                                                    | TFCC-86216           | 12.後に跡                                                        |
| 2007年12月5日  | 『アイのうた』                                                     | UICZ-8034            | 13.オイ、オレ、オマエ。-“Oi,Ole,Oh-Mae”CALYPSO-                  |
| 2008年01月16日 | 『ネガティブハッピー・チェーンソーエッヂコンピレーションアルバム』 | UPCH-20067           |                                                                  |
| 2008年12月05日 | 『GIFT (TRIBUTE TO SCAFULL KING)』                                 | PX-185               | 9. LUNCH IN THE JAIL                                             |
| 2009年05月20日 | 『いちばん大切なキミへ贈るうた～友達 家族へ～』                    | UICZ-8053            |                                                                  |
| 2009年10月7日  | 『HELLO! LOW IQ 01』                                               | CTCR-14646           | 2.Makin' Magic                                                   |
| 2010年06月02日 | 『シーサイド・モーテル・オリジナルサウンドトラック』               | UPCH-20198           |                                                                  |
| 2010年10月20日 | 在日ファンクとサイトウ“JxJx”ジュン『あいつによろしく』             | PCD-4614             | あいつによろしく                                                 |
| 2012年03月07日 | サイプレス上野とロベルト吉野『MUSIC EXPRES$』                      | PECF-1043            | ゴメンナサイ feat.サイトウ"JxJx"ジュン(YOUR SONG IS GOOD)        |
| 2014年2月19日  | 地獄の沙汰オールスターズ『地獄の沙汰も君次第』                     | KICM-93274 KICM-3274 | 1.地獄の沙汰も君次第(テレビアニメ『鬼灯の冷徹』の主題歌)         |

## ミュージックビデオ
| 監督                           | 曲名                             |
| 岩崎淳                         | 「OUR MELODY」「ブガルー超特急」 |
| 大関泰幸                       | 「THE LOVE SONG」                |
| Ryoji Kamiyama & Yuji Kamiyama | 「The Cosmos」                   |
| 小島淳平                       | 「GOOD BYE」                     |
| 小島淳平×田中裕介              | 「SUPER SOUL MEETIN'」           |
| 児玉裕一                       | 「あいつによろしく」             |
| タナカカツキ                   | 「FOOL GROOVE」                  |
| 田中裕介                       | 「A MAN FROM THE NEW TOWN」      |
| 守屋健太郎                     | 「MAKING BLUES」                 |

## 主なライブ

### ワンマンライブ・主催イベント
- 2008年 - YOUR SONG IS GOODの超2日間 10th ANNIVERSARY SPECIAL
- 2011年 - YOUR SONG IS GOODワンマンツアー  I WANT YOU BACK 2011 SPRING
- 2011年 - YOUR SONG IS GOOD BEST TOUR
- 2011年 - YOUR SONG IS GOODの超2日間 ～BEST TOUR FINAL編～
- 2012年 - I WANT YOU BACK 2012 - YSIG x envy
- 2012年 - I WANT YOU BACK 2012～梅田編～
- 2012年 - I WANT YOU BACK 2012～渋谷編～
- 2012年 - I Want You Back 2012 Winter
- 2013年 - I WANT YOU BACK 2013～渋谷編～
- 2013年 - 〈YOUR SONG IS GOOD "OUT TOURS" - 5th Album Release Party -〉
- 2013年 - 【SUPER 2DAYS - YOUR SONG IS GOODの超2日間 2013-】
- 2014年 - YOUR SONG IS GOOD "OUT TOURS Continue 2014" -Oneman Show-』
- 2014年 - I WANT YOU BACK 2014 -OSAKA- "YSIG × neco眠る"
- 2014年 - YOUR SONG IS GOODの超2日間 2014

### 出演イベント
- 2005年01月14日 - スペースシャワー列伝 第46巻 ～酔踊(ヨウヨウ)の宴～
- 2005年07月29日 - FUJI ROCK FESTIVAL '05
- 2005年08月19日 - RISING SUN ROCK FESTIVAL 2005 in EZO
- 2005年12月31日 - COUNTDOWN JAPAN 05/06
- 2006年04月30日 - ARABAKI ROCK FEST.06
- 2006年08月05日 - ROCK IN JAPAN FESTIVAL 2006
- 2006年08月13日 - SUMMER SONIC 2006(「BEACH CRUSADERS IS GOOD 」として出演)
- 2006年09月03日 - BOYZ OF SUMMER '06
- 2006年12月29日 - COUNTDOWN JAPAN 06/07 -WEST-
- 2006年12月31日 - COUNTDOWN JAPAN 06/07
- 2007年01月20日 - Scoobie Do VS YOUR SONG IS GOOD
- 2007年07月27日 - FUJI ROCK FESTIVAL '07
- 2007年08月18日 - RISING SUN ROCK FESTIVAL 2007 in EZO
- 2007年09月02日 - SPACE SHOWER SWEET LOVE SHOWER 2007
- 2007年09月16日 - BOYZ OF SUMMER '07
- 2007年09月17日 - LOWRYS FARM主催「ハダギネ」
- 2007年12月29日 - COUNTDOWN JAPAN 07/08 -WEST-
- 2007年12月31日 - COUNTDOWN JAPAN 07/08
- 2008年06月14日・07月05日 - BEAT CRUSADERS tour LEMON HEAD 2008
- 2008年08月03日 - ROCK IN JAPAN FESTIVAL 2008
- 2008年08月23日 - MONSTER baSH 2008
- 2008年08月30日 - FM AICHI presents Re:mix 2008
- 2008年12月28日 - 冬RUSH!
- 2008年12月30日 - COUNTDOWN JAPAN 08/09 -WEST-
- 2008年12月31日 - COUNTDOWN JAPAN 08/09
- 2009年04月25日 - ARABAKI ROCK FEST.09
- 2009年08月02日 - ROCK IN JAPAN FESTIVAL 2009
- 2009年08月15日 - RISING SUN ROCK FESTIVAL 2009 in EZO
- 2009年08月30日 - RUSH BALL 2009
- 2009年10月11日 - 朝霧JAM 2009
- 2009年12月31日 - COUNTDOWN JAPAN 09/10
- 2010年07月18日 - LIVE FACTORY 2010
- 2010年08月07日 - ROCK IN JAPAN FESTIVAL 2010
- 2010年08月28日 - SPACE SHOWER SWEET LOVE SHOWER 2010 -15th ANNIVERSARY-
- 2010年09月25日 - LIVE H
- 2010年12月31日 - COUNTDOWN JAPAN 10/11
- 2011年02月20日 - YOUR SONG IS GOODとCOMEBACK MY DAUGHTERS
- 2011年07月10日 - ROKKO SUN MUSIC 2011
- 2011年07月23日 - SETSTOCK'11
- 2011年07月31日 - FUJI ROCK FESTIVAL '11
- 2011年08月13日 - RISING SUN ROCK FESTIVAL 2011 in EZO
- 2011年08月27日 - SPACE SHOWER SWEET LOVE SHOWER 2011
- 2011年12月31日 - COUNTDOWN JAPAN 11/12
- 2012年04月22日 - KAIKOO POPWAVE FESTIVAL 2012
- 2012年04月29日 - SECOND ROYAL
- 2012年04月30日 - F.A.D YOKOHAMA presents "THE SUN ALSO RISES"
- 2012年05月19日 - GREENROOM FESTIVAL '12
- 2012年08月05日 - ROCK IN JAPAN FESTIVAL 2012
- 2012年08月25日 - kakubarhythm meets Niw! Records 2012
- 2012年09月22日 - GUNMA ROCK FESTIVAL 2012
- 2012年09月29日 - SKAViLLE JAPAN '12
- 2012年10月08日 - LOSTAGE ECHOES TOUR
- 2012年10月20日〜28日 - カクバリズム 10years Anniversary Special
- 2012年12月22日 - 週末Diner vol.4 仙台
- 2012年01月27日 - New Audiogram ver.6
- 2013年06月30日 - OTOSATA Rock Festival 2013
- 2013年07月27日 - FUJI ROCK FESTIVAL '13
- 2013年08月17日 - RISING SUN ROCK FESTIVAL 2013 in EZO
- 2013年08月31日 - SPACE SHOWER SWEET LOVE SHOWER 2013
- 2013年09月16日 - KOYABU SONIC
- 2013年10月10日 - タワーレコード新宿店15周年大感謝祭 怒涛のライブ15連発【タワーレコード新宿店15周年大感謝祭 カクバリズム・スペシャルフリーライブパーティー】
- 2013年10月20日 - "SEA SIDE HEAVEN" vol.18.5
- 2013年12月21日 - KAKUBARHYTHM SPECIAL in SENDAI
- 2014年02月01日 - BAYCAMP 201402
- 2014年04月05日 - Different Strokes in SHIZUOKA
- 2014年04月06日 - Different Strokes in NAGANO
- 2014年04月20日 - Melody fair & カクバリズム presents「MELOBARHY FES. 2014」
- 2014年04月26日 - ARABAKI ROCK FEST.14
- 2014年05月11日 - 森、道、市場 2014 ～フランシスコの海へ～
- 2014年05月17日 - こんがりおんがく祭
- 2014年05月24日 - rega 2014 TOUR「DISCUSS」
- 2014年05月25日 - GREENROOM FESTIVAL '14
- 2014年06月28日 - THE BAWDIES ～The 10th Anniversary～ Like a Rockin' Rollin' Stone Tour
- 2014年07月12日 - ROKKO SUN MUSIC 2014
- 2014年07月21日 - Nagoya Club Quattro 25th Anniversary KAKUBARHYTHM × 名古屋クアトロ25周年スペシャル
- 2014年07月27日 - FUJI ROCK FESTIVAL '14
- 2014年08月30日 - SPACE SHOWER SWEET LOVE SHOWER 2014
- 2014年08月31日 - ホットフィールド2014
- 2014年09月14日 - New Acoustic Camp 2014
- 2014年10月12日 - 朝霧JAM 2014
- 2014年10月13日 - uP!!! Presents とぶ音楽祭2014
- 2014年11月03日 - 法政大学市ケ谷キャンパス 第67回自主法政祭市ヶ谷地区 フリーライブ企画「キミに会いたい」
- 2014年11月08日 - スペースシャワー列伝 100巻記念公演 第115巻 宴の宴
- 2014年11月30日 - SPACE SHOWER TV開局25周年記念感謝祭 "NEW WORLDS, NEW PASSIONS." supported by uP!!!
- 2014年12月14日 - FRONTIER BACKYARD 10th anniversary presents "10 surroundings"
- 2015年01月31日 - ライヴ・イン・ハワイアンズ 2015
- 2015年02月01日 - Good Bye 2014 ～A Happy New Year 2015～ 「PLAY VOL.18」
- 2015年04月04日 - Nabowa Spring Tour 2015
- 2015年04月11日 - SYNCHRONICITY'15 -10th Anniversary!!-
- 2015年05月24日 - ROVO TOUR 2015
- 2015年05月30日 - TAICOCLUB'15
- 2015年06月06日 - 頂 -ITADAKI- 2015
- 2015年06月20日 - チャットモンチーの求愛 ツアー♡2015
- 2015年06月21日 - ROVO presents MDT Festival 2015
- 2015年06月28日 - パスピエ presents 印象D
- 2015年08月08日 - LIQUIDROOM 11th ANNIVERSARY ～カクバリズムの夏祭り～ "Summer's Here"
- 2015年08月23日 - ホットフィールド2015
- 2015年09月04日 - bluebeard presents "RALLY OF FATALITY"
- 2015年09月05日 - OTODAMA'15～音泉魂～
- 2015年09月21日 - Shimokitazawa Indie Fanclub 2015
- 2015年10月04日 - WANIMA 「Think That… Tour」
- 2015年11月03日 - RACCOS BURGER 10th Anniversary "I SCREAM FESTA" OKAYAMA

サイトウ "JxJx" ジュンのソロ出演
- 2011年07月31日 - FUJI ROCK FESTIVAL '11
- 2011年12月29日 - COUNTDOWN JAPAN 11/12
- 2012年06月16日 - SOIL&"PIMP"SESSIONS 日比谷宣言
- 2012年08月05日 - ROCK IN JAPAN FESTIVAL 2012
- 2012年09月01日 - SPACE SHOWER SWEET LOVE SHOWER 2012
- 2012年09月30日 - DUM-DUM meets 在日ファンク LIQUIDROOM 8th Anniversary 「Donuts Fanclub」
- 2013年03月03日 - CELLULOID NO.1
- 2013年08月31日 - SPACE SHOWER SWEET LOVE SHOWER 2013
- 2013年09月16日 - KOYABU SONIC
- 2014年06月14日 - SECOND ROYAL
- 2014年08月30日 - SPACE SHOWER SWEET LOVE SHOWER 2014
- 2015年08月29日 - SPACE SHOWER SWEET LOVE SHOWER 2015 -20th ANNIVERSARY-